# San Ildefonso (Bulacán)
San Ildefonso es un municipio filipino perteneciente a la provincia de Bulacán, en la región de Luzón Central.

## Geografía
Se encuentra en el extremo occidental de la provincia.

## Historia
Hacia comienzos del siglo XX, el lugar, ya por entonces perteneciente a la provincia de Bulacán, tenía contabilizada una población de 6601 habitantes. En 2020, el municipio de San Ildefonso tenía censados 115 713 habitantes.